# Isle of Dogs – Ataris Reise
Isle of Dogs – Ataris Reise (Originaltitel Isle of Dogs) ist ein Stop-Motion-Animationsfilm von Wes Anderson, der im Februar 2018 als Eröffnungsfilm der Internationalen Filmfestspiele Berlin seine Premiere feierte. Am 23. März 2018 kam der Film in die US-amerikanischen und am 10. Mai 2018 in die deutschen Kinos. Im Film begibt sich der 12-jährige Atari Kobayashi nach Trash Island, eine Exilkolonie für Hunde, um dort nach seinem eigenen Vierbeiner Spots zu suchen. Im Rahmen der Oscarverleihung 2019 erhielt der Film eine Nominierung als Bester Animationsfilm. Ebenso erhielt Alexandre Desplat eine Nominierung für die Beste Filmmusik.

## Handlung
Vor langer Zeit versuchte ein katzenliebender Clan in Japan alle Hunde zu töten. Als man sich jedoch daran erinnerte, dass sie die Menschen auch schützen können, machte man sie zu Haustieren, verhöhnte sie damit aber auch.
Viele Jahre später, im japanischen Archipel, 20 Jahre nach der heutigen Zeit. Nach dem Ausbruch einer Hundegrippe, dem sogenannten Schnauzenfieber, werden alle Hunde aus Megasaki City auf die abgelegene Insel Trash Island verbannt. Auch weil die Tiere angeblich Flöhe in der Stadt verbreiten, erlässt Bürgermeister Kobayashi eine Notverordnung. Nur ein Wissenschaftler verteidigt die Hunde, erinnert an das bisherige gute Verhältnis zwischen Mensch und Tier und erklärt, man arbeite an einem Serum gegen die Epidemie. Der erste Hund, der auf die Insel deportiert wird, ist Spots, der Wachhund von Kobayashis eigenem Mündel Atari. Er wird in einem Käfig mit einem Seilbahnsystem auf die Insel gebracht, wo es nur Ratten zu geben scheint.
Sechs Monate später befinden sich viele tausend Hunde auf Trash Island. Die Tiere sind aufgrund ihrer Krankheit abgemagert und äußerst aggressiv. Sie haben Rudel gebildet und kämpfen gegeneinander um Essensreste, die ebenfalls als Müll auf die Insel gebracht werden, seien sie auch noch so vergammelt. Chief, der sich zum Anführer seiner Gruppe berufen fühlt, hat sich mit den Hunden King, Rex, Boss und Duke zusammengetan. Chief war einen großen Teil seines Lebens ein Streuner, die anderen Hunde jedoch waren Maskottchen von Baseball-Mannschaften, machten Werbung für Hundefutter oder hatten zuvor einfach ein bequemes Leben. Chief versucht sein Rudel, in dem alle imposante Namen tragen, daran zu erinnern, dass sie alle Alphahunde sind, die nicht ihre Wunden lecken, sondern um ihr Überleben kämpfen sollen.

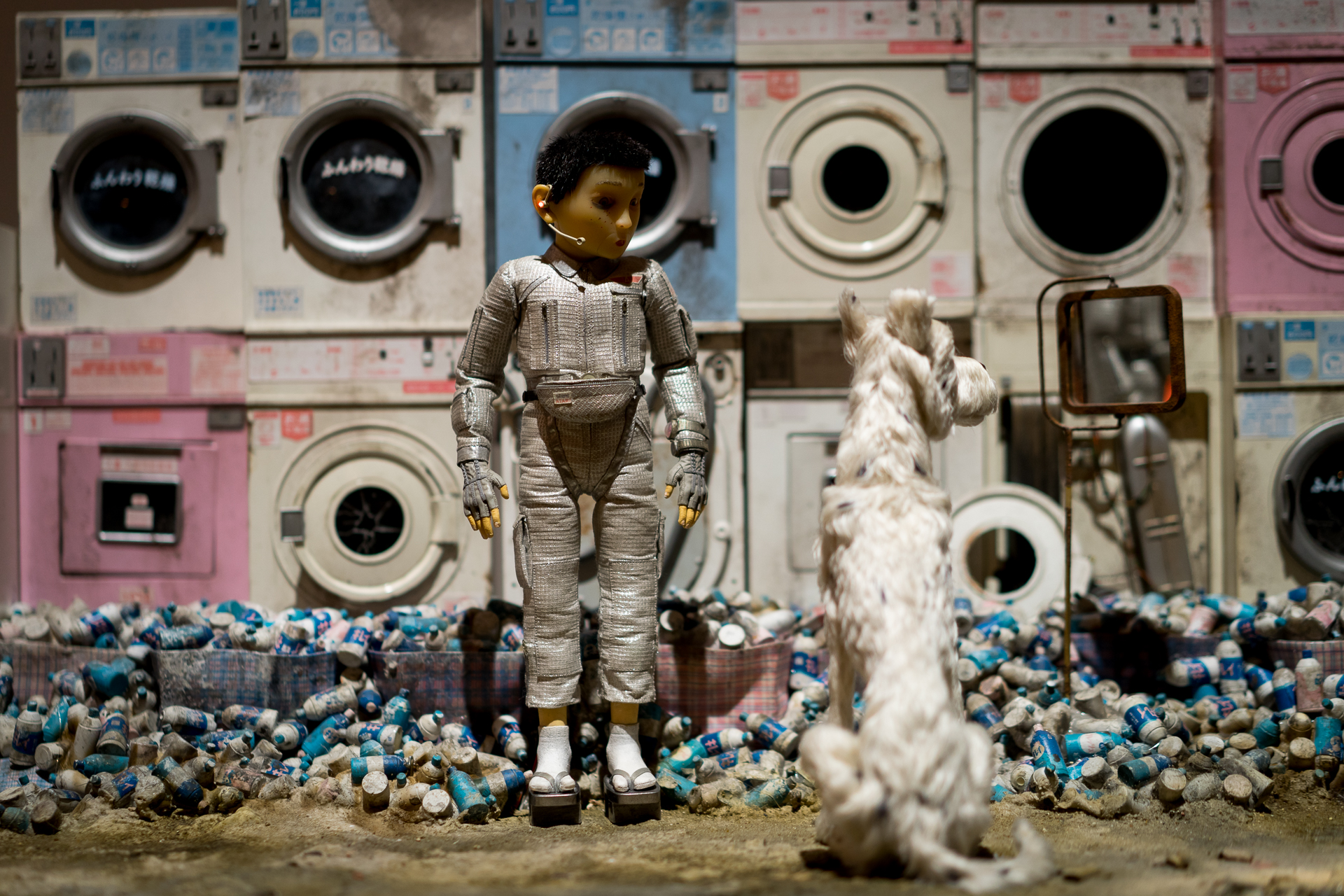
Atari hat sich nach Trash Island begeben, um nach seinem verlorenen Hund Spots zu suchen. Die Szene in einer Ausstellung in London

Eines Tages kommt es auf Trash Island zu einer Bruchlandung. Ein kleiner Junge ist zur Insel geflogen, um nach seinem verlorenen Hund zu suchen. Der 12-Jährige ist Atari Kobayashi, das Mündel des Bürgermeisters, der das trennende Gewässer mit einem seltsamen Fluggerät, einem gekaperten Turbo Prop, überquerte, um in die Exilkolonie zu gelangen, wo er Spots vermutet. Das Rudel um Chief versteht schnell, wonach der Junge sucht, als er ihnen ein Foto seines heiß geliebten Vierbeiners zeigt. Sie bringen ihn zu einem verschlossenen Transportkäfig, in dem sich jedoch nur ein Hundeskelett befindet. Atari will die Insel wieder verlassen, doch dann erkennt das Rudel seinen Fehler. Das Skelett eines anderen Hundes lag in dem Käfig, und so machen sie sich auf, Ataris Leibwächterhund zu suchen. Chief will eigentlich nicht so recht helfen, doch die anderen in seinem Rudel überstimmen ihn einfach.
Auf dem Festland arbeitet der Wissenschaftler an einem Serum, das die Hunde nicht nur heilen kann, sondern auch ihre Fähigkeit sich fortzupflanzen reduziert. Er hat Erfolg, wird jedoch erst unter Hausarrest gestellt und später vergiftet. Gleichzeitig versuchen die Mitglieder einer Schülerzeitung die Wahrheit über das Schnauzenfieber ans Licht zu bringen. Die amerikanische Austauschschülerin Tracy glaubt an eine groß angelegte Verschwörung. Der Bürgermeister, der mittlerweile weiß, dass sich Atari auf der Insel befindet, will unterdessen sein Mündel zurückholen und entsendet ein Team von Hundefängern dorthin. Gemeinsam können sie diese jedoch abwehren. Chief und Atari kommen sich näher, als der Junge dem Hund mit seinem mitgebrachten Hundeshampoo den schwarzen Dreck aus seinem Fell wäscht und damit sein eigentlich weißes Fell sichtbar macht.

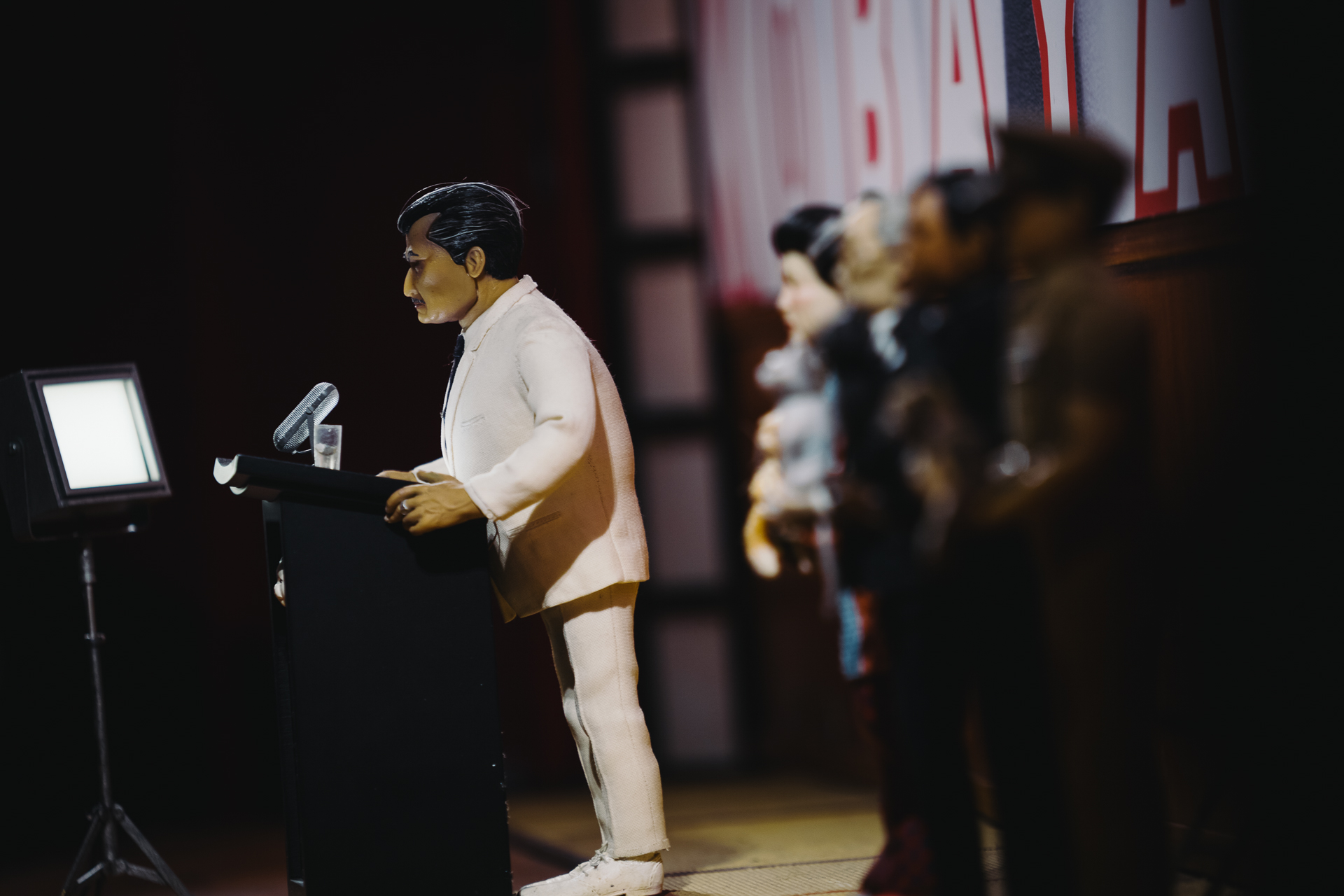
Bürgermeister Kobayashi tritt zur Wiederwahl in Megasaki City an

Sie gehen zu Jupiter, einem weisen Hund, der von Spots weiß, diesen als Hund Nummer 1 und auch seinen Aufenthaltsort kennt. Zwar werden sie auf dem Weg zu einem entlegenen Teil der Insel, wo sich Spots befinden soll, getrennt, doch letztlich bei einem zweiten Angriff der Tierfänger von seinem noch immer lebenden Vierbeiner gerettet. Spots ist nun Anführer einer Gruppe von ehemaligen Versuchstieren, die dort zurückgelassen wurden, lange bevor die systematische Deportation von Hunden nach Trash Island begonnen hatte. Sie hatten ihn mit einem Universalschlüssel aus dem Transportkäfig befreit. In Chief erkennt er, insbesondere dank Ataris Fellwäsche, seinen Bruder.
Auf dem Festland konnte unterdessen ein Hacker der Schülerzeitung die Blackbox von Ataris Fluggerät in seinen Besitz bringen und verbreitet dessen letzten Willen. Tracy erhält von einer ehemaligen Mitarbeiterin des ermordeten Wissenschaftlers die letzte übrige Flasche des entwickelten Serums und führt eine Gruppe im Sturm auf eine Veranstaltung an, bei der gerade Bürgermeister Kobayashis Wiederwahl gefeiert werden soll. Auch der mit einem selbstgebauten Floß zum Festland gekommene Atari erscheint, begleitet von Spots und Chief, an dem er demonstrieren kann, dass das Serum auch tatsächlich wirkt. Nachdem Bürgermeister Kobayashi die Notverordnung aufhebt und wie viele andere an der Verschwörung Beteiligte ins Gefängnis muss, wird Atari der neue Bürgermeister von Megasaki City.

## Produktion

### Hauptproduktion, Szenenbild und Figuren
Regie führte Wes Anderson, der auch das Drehbuch zum Film schrieb. Anderson war in der Vergangenheit als Regisseur mehrerer moderner Klassiker wie Die Royal Tenenbaums, Darjeeling Limited, Moonrise Kingdom und Grand Budapest Hotel in Erscheinung getreten, hatte aber auch mit der Roald-Dahl-Verfilmung Der fantastische Mr. Fox einen Animationsfilm produziert. Stilistisches Vorbild für Isle of Dogs, verriet Anderson, sei das Werk des japanischen Filmregisseurs Akira Kurosawa, in dem Hunde jedoch eher selten sind. Mitentwickelt wurde die Geschichte von Roman Coppola, Jason Schwartzman und Kunichi Nomura. Anderson arbeitete mit dem Kameramann Tristan Oliver, den Szenenbildnern Adam Stockhausen und Paul Harrod sowie Art Director Curt Enderle zusammen. Oliver war in dieser Funktion zuletzt für den animierten Kriminalfilm Loving Vincent tätig.

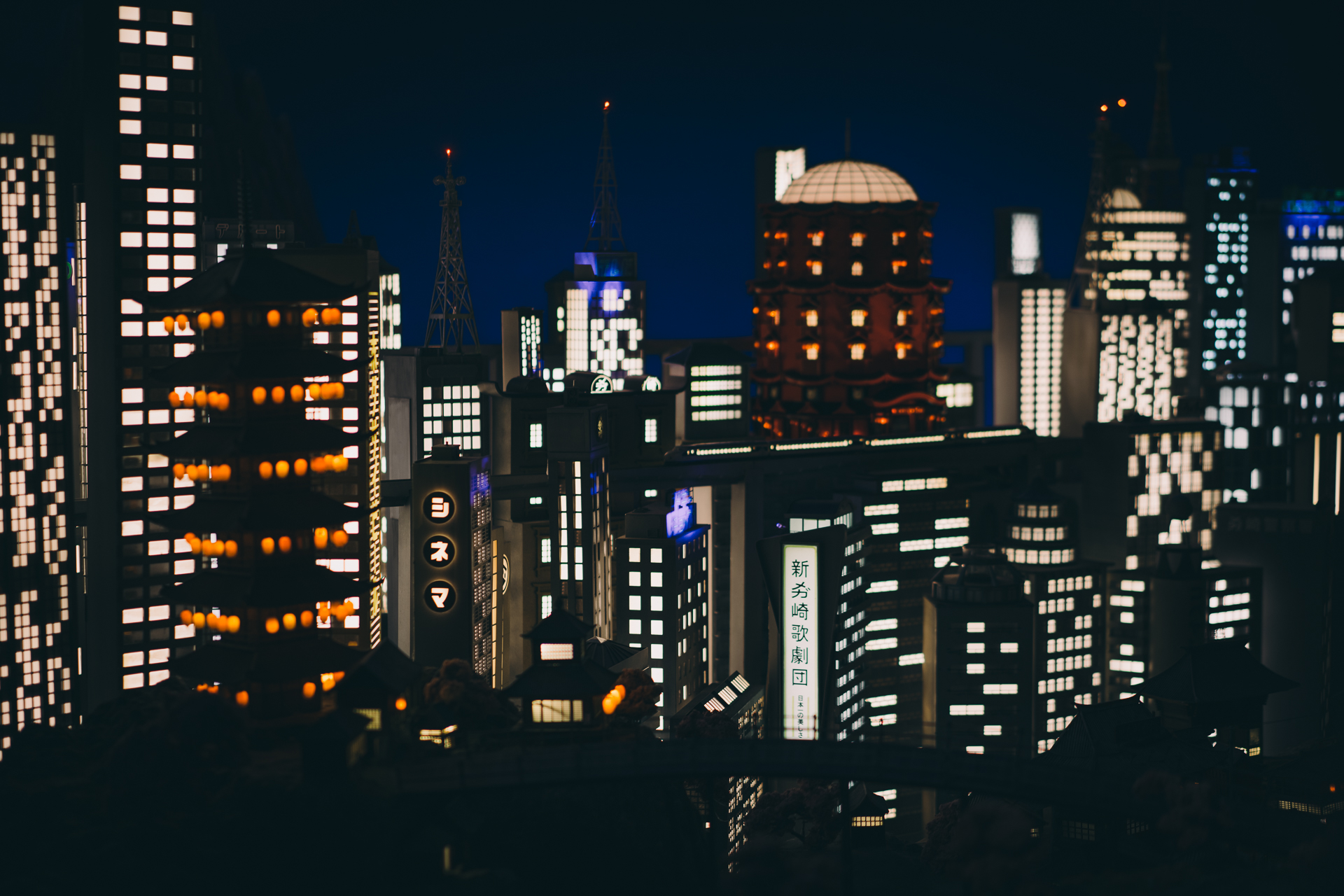
Im März 2018 wurde im The Store X in 180 The Strand in London eine Ausstellung eröffnet, in der Originale des Bühnenbildes gezeigt wurden. Hier Megasaki City im Modell

Die Produktion wurde im Oktober 2016 in England begonnen. Zum Aufbau des Films erklärt Anke Westphal von epd Film, die Struktur orientiere sich in Kapiteln an Comics, und Inserts definieren für den Zuschauer verschiedene zeitliche Ebenen, wie etwa durch „Rückblende“ und „Ende der Rückblende“. Westphal zeigt sich vor allem durch die perfekte ästhetische Stilisierung überzeugt, die allein schon durch den Rahmen des japanischen Kulturraums gegeben sei, aber durch das Ausstellen der Erzählmittel noch weitergetrieben werde. Nicht allein die in Stop-Motion-Technik animierten Figuren, sondern auch Scherenschnitte oder sogar collagenartige Bilder bezeugten den Reichtum des Genres. Zwei japanische Meister des Farbholzschnitts aus dem 19. Jahrhundert, Utagawa Hiroshige und Katsushika Hokusai, inspirierten das Drehbuchteam, erzählt Westphal weiter. Tobias Fouracre fungierte als Animation Supervisor und war bereits für Andersons Fantastic Mr. Fox tätig.
Für die Konzeption und anschließende Fertigstellung des Films brauchten die Macher knapp zwei Jahre. Um die Vielzahl an Figuren zum Leben zu erwecken, wurde auf Computereffekte zurückgegriffen, es wurden jedoch auch haptische Sets gebaut. Für das Szenenbild arbeitete man mit dem Modellbauer Simon Weisse von der Berlin Miniature Unit zusammen. So wurden die Miniatur-Sets in Berlin gefertigt. Weisse arbeitete viele Jahre mit dem Studio Babelsberg zusammen, von dem der Film koproduziert wurde. In der heißen Phase hatte Weisse täglich eine E-Mail mit Bildern des aktuellen Status quo an den Regisseur geschickt. Die fertigen Kulissen wurden dann per Spedition nach London geliefert und dort mit den anderen Szenenbildern zusammengefügt. Der Schweizer Filmkritiker Cornelis Hähnel meint, die so entstandene Stop-Motion-Welt sei diesmal deutlich mehr von einer japanischen Ästhetik geprägt und bis ins kleinste Detail liebevoll animiert, egal ob Wolken aus Watte oder Wasser aus Cellophanfolie, wodurch vertraute Materialien mit anachronistischem Charme zu cineastischen Kulissen würden.
Einige der Animatoren waren ausschließlich für die Hunde zuständig, andere wiederum konzentrierten sich auf die Menschen. Der Puppenbauer Andy Gent erklärte, dass für Isle of Dogs mehr als 900 Figuren verwendet wurden, was die größte Zahl von Puppen darstellt, die jemals ohne einen 3D-Drucker für einen Stop-Motion-Film hergestellt wurde. Die Puppen wurden auf mit Gelenken ausgestatteten Armaturen, aus Metall bestehenden Grundgerüsten, aufgebaut. Diese wurden mit Hilfe von Gussformen mit Silikon überzogen, anschließend bemalt und mit Tierhaaren versehen. Viele der Figuren haben austauschbare Gesichter. Die Produktion wurde mit 300.000 Euro vom Medienboard Berlin-Brandenburg gefördert. Ebenso erhielt es von diesem eine Verleihförderung in Höhe von 80.000 Euro und von der Filmförderungsanstalt in Höhe von 100.000 Euro. Im März 2018 wurde im The Store X in 180 The Strand in London eine Ausstellung eröffnet, in der Originale des Bühnenbildes und der in dem Stop-Motion-Film zum Einsatz gekommenen Figuren gezeigt wurden.

### Besetzung und Synchronisation
Die titelgebende Hauptfigur Atari wird im Film von dem japanischen Kinderdarsteller Koyu Rankin gesprochen. Die auf der Isle of Dogs lebenden Hunde werden im Original von Bryan Cranston, Edward Norton, Bill Murray, Jeff Goldblum und Bob Balaban gesprochen. Scarlett Johansson spricht die Hundedame Nutmeg. Liev Schreiber spricht Ataris verlorenen geglaubten Hund Spots. Greta Gerwig ist in der Rolle von Tracy zu hören, einer amerikanischen Austauschschülerin in Japan. Akira Itō leiht Professor Watanabe seine Stimme. Die Assistentin des Wissenschaftlers wird von Yoko Ono gesprochen und im Film auch mit diesem Namen bezeichnet. Courtney B. Vance fungiert als Erzähler.
Die deutsche Synchronisation entstand im Auftrag der RC Production in Berlin nach einem Dialogbuch und unter der Dialogregie von Axel Malzacher.
| Originalsprecher   | Figur                   | Synchronsprecher   |
| ------------------ | ----------------------- | ------------------ |
| Bryan Cranston     | Chief                   | Torsten Michaelis  |
| Koyu Rankin        | Atari                   | Anton Ehrhorn      |
| Edward Norton      | Rex                     | Andreas Fröhlich   |
| Liev Schreiber     | Spots                   | Leon Boden         |
| Greta Gerwig       | Tracy Walker            | Manja Doering      |
| Bill Murray        | Boss                    | K. Dieter Klebsch  |
| Jeff Goldblum      | Duke                    | Tom Vogt           |
| Bob Balaban        | King                    | Lutz Mackensy      |
| Scarlett Johansson | Nutmeg                  | Luise Helm         |
| F. Murray Abraham  | Jupiter                 | Wolf Frass         |
| Courtney B. Vance  | Erzähler                | Martin Umbach      |
| Kunichi Nomura     | Bürgermeister Kobayashi |                    |
| Akira Takayama     | Domo                    |                    |
| Akira Itō          | Professor Watanabe      |                    |
| Yoko Ono           | Yoko Ono                |                    |
| Harvey Keitel      | Gondo                   | Christian Brückner |
| Tilda Swinton      | Oracle                  | Karin Buchholz     |
| Fisher Stevens     | Scrap                   | Gerald Schaale     |

### Filmmusik und Veröffentlichung
Die Filmmusik wurde von Alexandre Desplat komponiert. Desplat und Anderson hatten zuletzt für den Film Grand Budapest Hotel aus dem Jahr 2014 kollaboriert. Desplat arbeitete für die Aufnahme mit der West Coast Pop Art Experimental Band und dem Sauter-Finegan Orchestra, dem Toho Symphony Orchestra, dem Multiinstrumentalisten David Mansfield und Kaoru Watanabe zusammen. Neben japanischen Shamisen-Klängen kamen bei der Aufnahme auch Taiko-Trommeln zum Einsatz, wie im Stück Taiko Drumming, die gern wuchtig sind und von Unheil künden oder zumindest von einer sich zuspitzenden Lage, wie Tim Caspar Boehme von der taz in seiner Kritik zum Film bemerkt.
Ein Soundtrack mit 22 Musikstücken, der neben der Filmmusik von Desplat auch Stücke aus den japanischen Filmen Die sieben Samurai und Engel der Verlorenen enthält, wurde am 23. März 2018 von ABKCO Records veröffentlicht. Ein erster Trailer zum Film war mit dem Song I Won't Hurt You der West Coast Pop Art Experimental Band unterlegt, der auch auf dem Soundtrack enthalten ist.
Am 23. Dezember 2016 wurde bekannt, dass sich Fox Searchlight Pictures die weltweiten Vertriebsrechte für den Film gesichert hat. Im Januar 2018 wurde im Rahmen des Sundance Film Festivals in der Reihe New Frontier ein Behind-the-Scenes-Special vorgestellt, in dem sich Zuschauer in eine Virtual-Reality-Miniaturwelt hineinbegeben, Interviews mit den Sprechern verfolgen und die restliche Filmcrew bei ihrer Arbeit an dem Animationsfilm beobachten konnten. In einem im März 2018 veröffentlichten Featurette erzählen die Hunde von ihrem Schicksal.
Isle of Dogs – Ataris Reise feierte am 15. Februar 2018 als Eröffnungsfilm der Internationalen Filmfestspiele Berlin seine Premiere. Beim South by Southwest Film Festival 2018 wurde er als Abschlussfilm gezeigt. Am 23. März 2018 kam der Film in ausgewählte US-amerikanische Kinos, am 13. April 2018 landesweit. Der Kinostart in Deutschland erfolgte am 10. Mai 2018, in China am 20. April 2018. Der Film sollte auch in Saudi-Arabien gezeigt werden, und wäre damit einer der ersten Filme gewesen, die dort nach Jahrzehnten in die Kinos kam, nachdem in dem Land Filmtheater seit den 1980er Jahren verboten waren. Im September 2018 wurde im Rahmen der Filmfestspiele von Venedig das Behind The Scenes des Films in der Sektion „Virtual Reality“ vorgestellt.

## Rezeption

### Altersfreigabe
In den USA wurde der Film von der MPAA als PG-13 eingestuft. In Deutschland wurde er von der FSK ab 6 Jahren freigegeben. In der Freigabebegründung heißt es: „Es gibt zahlreiche Kampfszenen, die jedoch stark comichaft überzeichnet und teilweise skurril sind. Vereinzelt gibt es auch bedrohliche Szenen sowie Themen, die für Kinder ab 6 Jahren womöglich eine emotionale Herausforderung darstellen (z. B. eine geplante „Massenexekution“ der Hunde, zu der es aber nicht kommt). Von einer Überforderung ist aber nicht auszugehen. Zahlreiche humorvolle Szenen, die starken Hauptfiguren sowie das Happy End geben Kindern im Grundschulalter genug Gelegenheit zur Entspannung.“

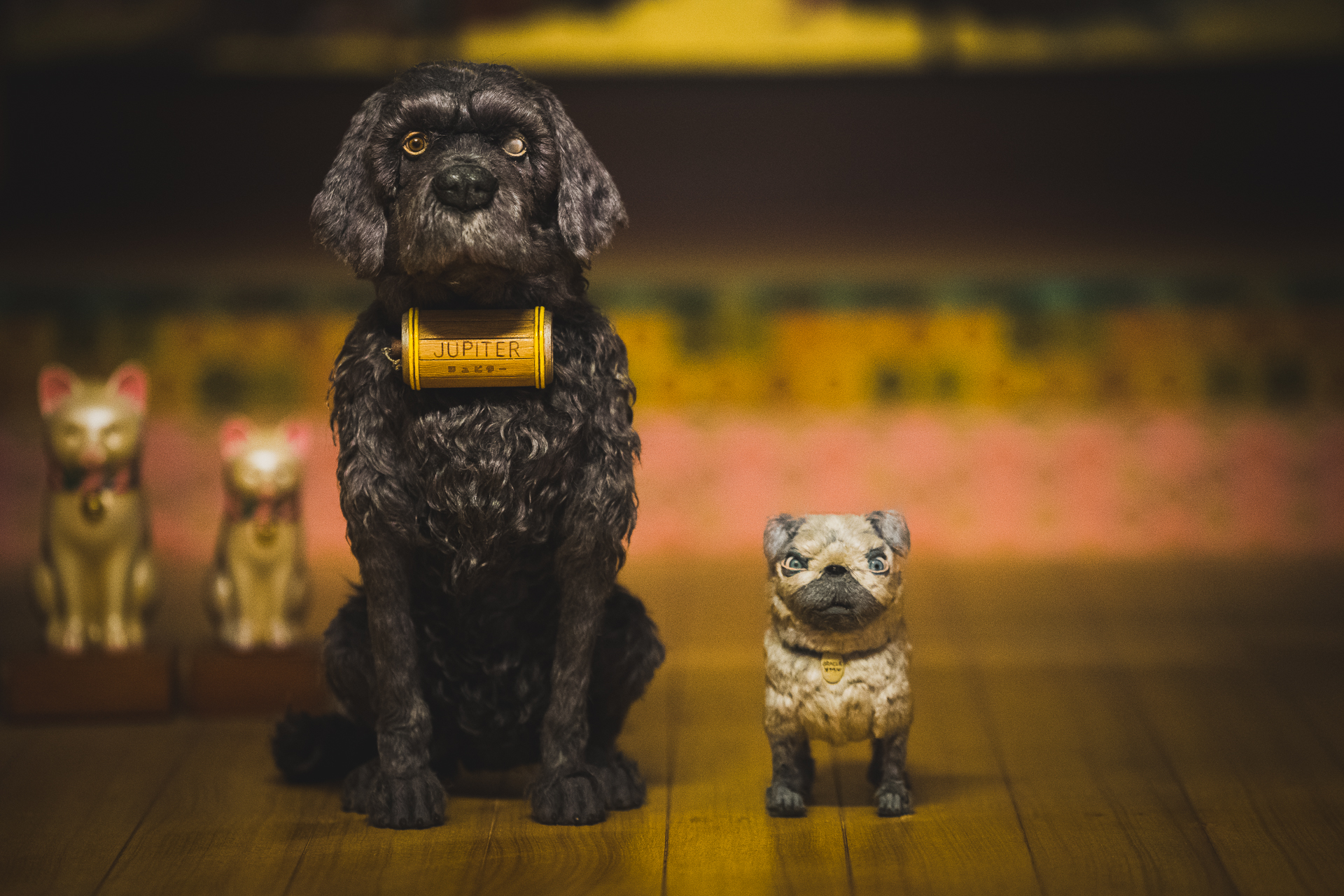
Von der Jury der Deutschen Film- und Medienbewertung besonders hervorgehoben: die Hunde, die mit Detailliebe entworfen und animiert wurden

Anke Westphal von epd Film merkt an, der Film sei wohl eher für Erwachsene gedacht. Er erzähle letztlich eine Geschichte über Freundschaft, Treue und Unerschrockenheit, wenn er grundsätzlich danach fragt, wer wir Menschen sind und wie wir als Gesellschaft sein wollen. Vor allem aber sei der Film eine Absage an die Intoleranz, so Westphal.
In der Begründung der Jury der Deutschen Film- und Medienbewertung, von der Isle of Dogs mit dem Prädikat Besonders wertvoll ausgezeichnet wurde, heißt es über die jenseits der puren Story angesprochenen Themen wie Krankheit, Verfolgung, Deportation und Euthanasie, diese seien so geschickt neben die dem Film eigene skurrile Komik gestellt, dass sie niemals deplatziert wirkten. Weiter heißt es im Urteil über die Hunde, die mit großer Sorgfalt und Detailliebe entworfen und animiert wurden, ihre Vermenschlichung falle begrenzter aus als es in Animationsfilmen mit Tieren sonst üblich, und die Figuren blieben, auch wenn sie sprechen, doch Hunde, was sich insbesondere an ihren gattungstypischen Blicken und Bewegungen zeige: „Nicht nur in dieser Hinsicht wird der Film speziell Hundefreunden zusagen, auch inhaltlich schwingt sich der Film zu einem warmherzigen Plädoyer für den Hund auf.“

### Kritiken und Einspielergebnis

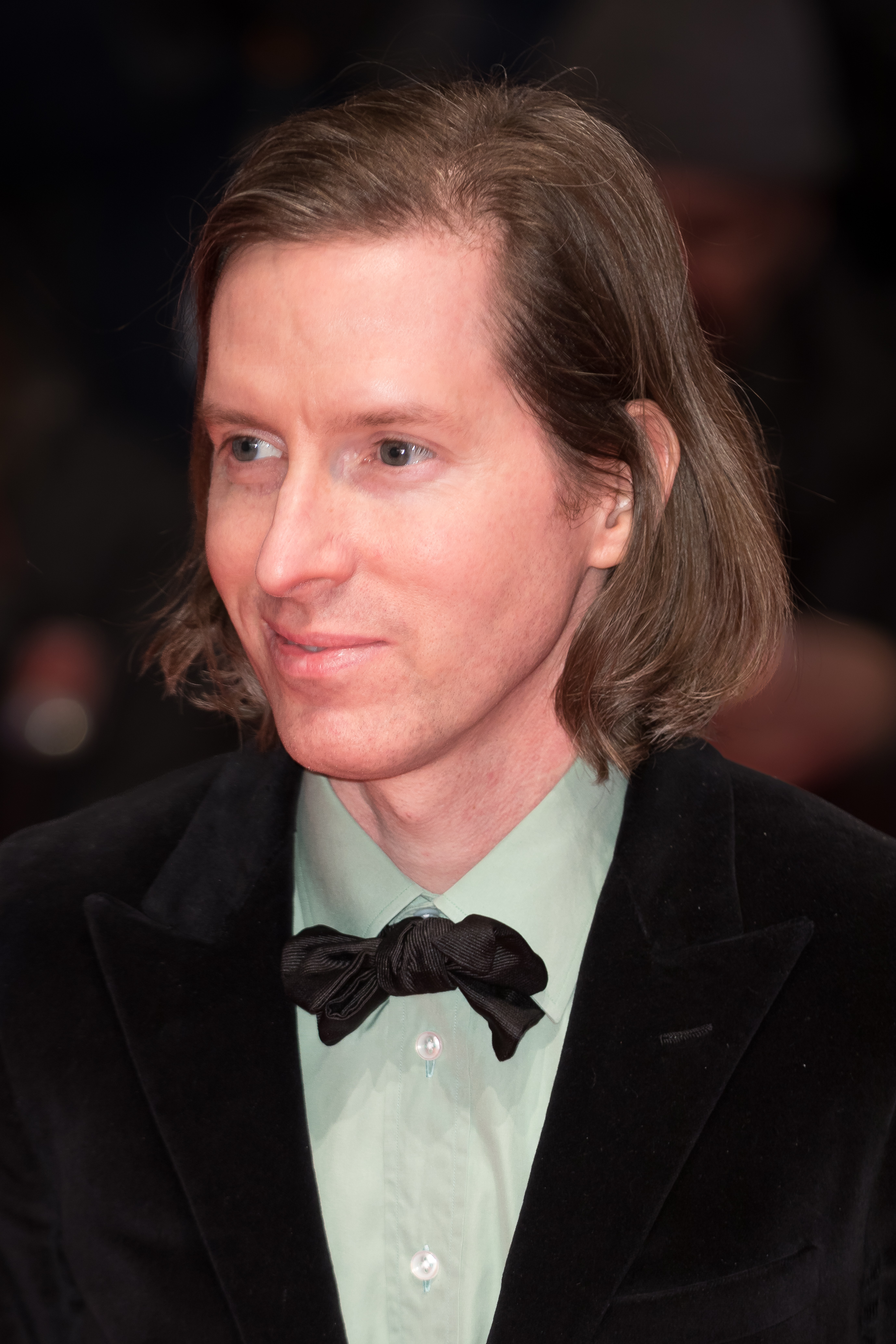
Wes Anderson, hier bei der Eröffnung der Berlinale 2018, führte Regie

Der Film konnte 90 Prozent der Kritiker bei Rotten Tomatoes überzeugen und erhielt hierbei eine durchschnittliche Bewertung von 8 der möglichen 10 Punkte. Isle of Dogs – Ataris Reise führte mit 3,3 von vier möglichen Sternen auch den internationalen Kritikenspiegel der britischen Fachzeitschrift Screen International zu allen 19 Berlinale-Wettbewerbsfilmen an.
Fabian Wallmeier von RBB 24 meint, die wächsernen Gesichter der Menschen und die Schattenspiele der Hunde vor matt-bunt schimmernder Müllkulisse sehen stylish aus und seien liebevoll gemacht, doch bei manchen der überbordend vielen Details stelle man sich aber vor, wie toll sie wohl ausgesehen hätten, wenn Wes Anderson sie von seinen Set-Design-Künstlern tatsächlich hätte bauen lassen, wie beispielsweise den ehemaligen Freizeitpark, den Atari und die Hunde schließlich erreichen. Wallmeier resümiert, der Kampf des Guten gegen das Böse nehme sich für Andersons Verhältnisse ungewöhnlich ernst und sei dabei am Ende zu banal, da man vom Regisseur schlicht mehr Doppelbödigkeit, Ironie-Bekenntnis und letztlich Originalität gewöhnt sei: „Als leichter, unterhaltsamer Eröffnungsfilm der Berlinale funktioniert Isle of Dogs gut – auch weil er auf einen Schlag für mindestens so viele Stars auf dem roten Teppich sorgt, wie für den gesamten Rest des Wettbewerbs erwartet werden. Doch ein heißer Bärenkandidat ist dieser nette, aber gemessen an Andersons bisherigem Werk enttäuschende Film nicht.“
Für Andreas Borcholte von Spiegel Online war Isle of Dogs der perfekte Film zur Eröffnung der Berliner Filmfestspiele, und Anderson erzähle „eine herzige Geschichte über Intoleranz gegenüber anderen Rassen und Schwächeren. Bürgermeister Kobayashi, der bei den Wahlen betrügt, das Volk mit Fake News über die Hundeseuche in Angst versetzt und von großen Plakaten wie ein faschistischer Big Brother dräut, ist nämlich Nachfahre einer Dynastie von Katzenliebhabern, denen alles Hündische zuwider ist.“ Politische Spitzen gegen monströse Populisten wie Trump und ein Zeitalter der Desinformation seien augenscheinlich gewollt, so Borcholte weiter, auch wenn man spüre, dass es Anderson, beileibe kein Polit-Regisseur, in Wahrheit wohl mehr um die künstlerische Fingerübung ging, seine detailreiche, symmetrische Bildsprache mit anderen Mitteln auszuprobieren.
Anke Westphal von epd Film meint, Anderson zeichne in seinem Film das Bild einer totalitären Gesellschaft, deren Machthaber per Dekret über Zugehörigkeit oder Ausschluss von Mitgliedern bestimmt, weshalb sich nicht wenige Zuschauer dabei an den Umgang mit Geflüchteten oder mehr noch an die Judenverfolgung in Nazideutschland erinnert fühlen werden. Tatsächlich bleibe Letzteres nicht nur eine Assoziation, wenn irgendwann ein Hunde-KZ ins Bild gerate, das in der Gestaltung seines Eingangstors und in Kobayashis lokalen Plänen an das Vernichtungslager Auschwitz gemahnt: „Das ist starker Tobak; vielleicht hätte diese Überdeutlichkeit nicht unbedingt sein müssen.“
Dorothee Krings urteilte in der Rheinischen Post, der Film sei eine „engagierte Parabel in scheinbar glatt gezeichneten Bildern, die von der Manipulierbarkeit der Menschen auch innerhalb von Demokratien erzählt.“ Der Film habe trotz seiner Anspielungen auf die japanische Hochkultur und seiner „fein gezeichneten Hundetypen“ einige Längen, sei jedoch ein „spannendes Projekt“, wenn es um die „politische Aufladung“ des Genres Animationsfilm gehe. Auch Verena Lueken in der Frankfurter Allgemeinen Zeitung beschreibt den Film als eine Parabel auf eine Welt faschistischer Reinheits- und Exklusionsideen, und als solcher sei er nicht schwer zu verstehen. Der handwerklich liebevoll gemachte Stop-Motion-Film sei ein Film für die ganze Familie, so Lueken weiter, falls die Familie Kinder und Hunde mag.
In Freitag wird erklärt, Wes Anderson zeige in seinem Film die genaue Arbeitsweise für die Herausbildung einer faschistischen Diktatur durch einen machthungrigen, hundehassenden Imperator, der seinen Weg zur faschistischen Alleinherrschaft mit der Ausrottung der verhassten Spezies untermauern will. Seinen Reiz beziehe der Film aus dem Kontrast zwischen animierter erzählender Leichtigkeit und der Brutalität der Handlung, die auch bildlich und begrifflich bekannte Topoi zitiere, wie Euthanasie und Deportation. Dazwischen befinden sich slapstickartiger Humor, Dialoge, die an Ernst Lubitsch erinnern, kindliche Freude am Spiel.
Patrick Brzeski von The Hollywood Reporter erinnert Trash Island, der Haupthandlungsort des Films, an die Insel Miyajima, etwa zwanzig Kilometer südwestlich von Hiroshima, unmittelbar vor der Küste von Honshu. Die Insel wird von vielen Tieren bevölkert, darunter auch hunderte von Sikahirsche, die in der Hoffnung auf einen Snack um die Touristen herumschleichen.
Joe Morgenstern vom Wall Street Journal meint, Andersons Stop-Motion-Film sehe weder so aus, noch klinge er so, wie etwas, was man zuvor erlebt hat, seinen vorherigen Stop-Motion-Film Der fantastische Mr. Fox eingeschlossen, der ebenfalls wunderbar gewesen sei.
Susanne Mayer von Zeit Online meint, die so entstandenen Szenen lebten von Kontrasten: „Zwischen grauen Blöcken von Unrat fantasieren die Hunde vom Luxus ihrer besseren Tage, Daunen-Körbchen oder stylischen Näpfen mit Chili con Carne, dazu Vitaminstreusel. Während sie sich zu Kämpfen formatieren wie die schwarzen Reiter, wuschelt der Wind zärtlich durchs verklebte Fell. In der Atempause vor dem Angriff tänzeln Staubwolken wie Wattebäusche über den Giftboden. Schönere Animation war nie.“
In den USA, wo der Film am 23. März 2018 in die Kinos kam, startete er mit 1,57 Millionen US-Dollar in 27 Kinos (58.148 US-Dollar im Schnitt) sehr stark und spielte dort bislang 31,9 Millionen US-Dollar ein, nachdem er dort am 13. April 2018 landesweit startete. Die weltweiten Einnahmen aus Kinovorführungen belaufen sich auf 64,1 Millionen US-Dollar. In Deutschland verzeichnete der Film bisher 104.389 Besucher.

### Einsatz im Schulunterricht
Das Onlineportal kinofenster.de empfiehlt Isle of Dogs für die Unterrichtsfächer Medienkunde, Kunst, Englisch, Deutsch und Ethik und bietet Materialien zum Film für den Unterricht. Dort schreibt Christian Horn, die sozialen Interaktionen der Figuren böten inhaltliche Anknüpfungspunkte für den Sprachunterricht, da die Kommunikationsbarriere zwischen Hunden und Menschen die gegenseitige Akzeptanz erschwere. Zudem greife der Film aktuelle gesellschaftliche und politische Themen auf, etwa Umweltbelastung, das Schicksal Geflüchteter, Folgen von Diktatur und Propaganda wie auch von Fake News und offeriere damit Stoff für weiterführende Diskussionen.

### Auszeichnungen (Auswahl)
Anfang Dezember 2018 wurde bekannt, dass sich der Film in der Vorauswahl für die Oscarverleihung 2019 in der Kategorie Beste visuelle Effekte befindet. Ebenso befindet er sich in einer Shortlist in der Kategorie Beste Filmmusik. Im Folgenden eine Auswahl von Nominierungen und Auszeichnungen im Rahmen weiterer Filmpreise.
Annie Awards 2018
- Nominierung als Bester Animationsfilm
- Nominierung in der Kategorie Character Animation in a Live Action Production (Chief und Nutmeg)
- Nominierung in der Kategorie Production Design in an Animated Feature Production (Adam Stockhausen und Paul Harrod)
- Auszeichnung in der Kategorie Voice Acting in an Animated Feature Production (Bryan Cranston)[61][62]

Art Directors Guild Awards 2019
- Auszeichnung in der Kategorie Animated Film (Adam Stockhausen und Paul Harrod)[63]

British Academy Film Awards 2019
- Nominierung als Bester animierter Spielfilm (Wes Anderson und Jeremy Dawson)
- Nominierung für die Beste Filmmusik (Alexandre Desplat)

Critics’ Choice Movie Awards 2019
- Nominierung als Bester Animationsfilm
- Nominierung für die Beste Filmmusik (Alexandre Desplat)[64]

Deutsche Film- und Medienbewertung (FBW)
- Auszeichnung mit dem Filmprädikat „besonders wertvoll“[65]

Eddie Awards 2019
- Nominierung in der Kategorie Bester Filmschnitt – Animationsfilm (Andrew Weisblum, Ralph Foster und Edward Bursch)[66]

Environmental Media Award 2019
- Auszeichnung in der Kategorie Spielfilm[67]

Golden Globe Awards 2019
- Nominierung als Bester Animationsfilm
- Nominierung für die Beste Filmmusik (Alexandre Desplat)[68]

Golden Trailer Awards 2018
- Auszeichnung in der Kategorie Best Animation/Family[69]

Internationale Filmfestspiele Berlin 2018
- Nominierung als Bester Film für den Goldenen Bären (Wes Anderson)
- Auszeichnung mit dem Silbernen Bären für die Beste Regie (Wes Anderson)[70][71]

Online Film Critics Society Awards 2019
- Nominierung als Bester Animationsfilm[72]
- Nominierung für die Beste Filmmusik (Alexandre Desplat)[73]

Oscarverleihung 2019
- Nominierung für die Beste Filmmusik (Alexandre Desplat)
- Nominierung als Bester Animationsfilm

Producers Guild of America Awards 2019
- Nominierung als Bester Animationsfilm[74]

Satellite Awards 2018
- Auszeichnung als Bester Animationsfilm

South by Southwest Film Festival 2018
- Auszeichnung mit dem Publikumspreis (Wes Anderson)[75]